# Colossendeis robusta
Colossendeis robusta är en havsspindelart som beskrevs av Hoek, P.P.C. 1881. Colossendeis robusta ingår i släktet Colossendeis och familjen Colossendeidae. Inga underarter finns listade i Catalogue of Life.